# Leucopis artemesia
Leucopis artemesia är en tvåvingeart som beskrevs av Tanasijtshuk 1986. Leucopis artemesia ingår i släktet Leucopis och familjen markflugor. Inga underarter finns listade i Catalogue of Life.